# Едурне
Едурне Гарсия Алмагро (на испански: Edurne García Almagro), по-известна само като Едурне, е испанска певица, модел, телевизионна водеща и актриса. Тя е родена в Мадрид, Испания на 22 декември 1985 г.
Става известна с това, че е сред финалистите в четвъртия сезон на испанското шоу за таланти Operación Triunfo през 2005 г. В годините печели други реалити формати, сред които Tu cara me suena („Като две капки вода“). До 2014 година издава 5 албума и безбройни сингли.
Представя Испания на Евровизия 2015 във Виена, Австрия с песента Amanecer („Зора“).